# Jonathan Ikoné
Nanitamo Jonathan Ikoné (* 2. května 1998 Bondy) je francouzský profesionální fotbalista, který hraje na pozici útočníka v italském klubu ACF Fiorentina a ve francouzské fotbalové reprezentaci.

## Klubová kariéra

### Paris Saint-Germain
Ikoné debutoval 28. září 2016 v Lize mistrů UEFA proti Ludogorci Razgrad, když v 88. minutě vystřídal Ángela Di Maríu. V Ligue 1 debutoval o tři dny později v zápase proti Bordeaux, když po 88 minutách opět nahradil Di Maríu při domácím vítězství 2:0.

#### Montpellier (hostování)
18. ledna 2017, odešel Ikoné na hostování do jiného týmu hrající Ligue 1, Montpellieru, po zbytek sezóny. Debutoval v utkání proti Métám o tři dny později, odehrál celý zápas.

### Lille
1. července 2018 Ikoné připojil k Lille OSC, když s klubem hrající francouzskou nejvyšší soutěž podepsal pětiletou smlouvu.

## Reprezentační kariéra
Ikoné se narodil ve Francii a má konžský původ. Na mládežnických úrovních se rozhodl reprezentovat Francii. V září 2019 byl povolán do seniorské reprezentace Francie na zápasy proti Albánii a Andoře. Při svém debutu 7. září proti Albánii skóroval poté, co nastoupil v 77. minutě za Kingsleyho Comana.

## Statistiky

### Klubové
K 6. prosinci 2020
| Klub                | Sezóna  | Liga    | Liga   | Liga | Národní pohár | Národní pohár | Ligový pohár | Ligový pohár | Evropské poháry | Evropské poháry | Ostatní | Ostatní | Celkem | Celkem |
| Klub                | Sezóna  | Liga    | Zápasy | Góly | Zápasy        | Góly          | Zápasy       | Góly         | Zápasy          | Góly            | Zápasy  | Góly    | Zápasy | Góly   |
| ------------------- | ------- | ------- | ------ | ---- | ------------- | ------------- | ------------ | ------------ | --------------- | --------------- | ------- | ------- | ------ | ------ |
| Paris Saint-Germain | 2016/17 | Ligue 1 | 4      | 0    | 0             | 0             | 2            | 0            | 1               | 0               | 0       | 0       | 7      | 0      |
| Montpellier (host.) | 2016/17 | Ligue 1 | 14     | 1    | —             | —             | —            | —            | —               | —               | —       | —       | 14     | 1      |
| Montpellier (host.) | 2017/18 | Ligue 1 | 18     | 1    | 2             | 1             | 3            | 0            | —               | —               | —       | —       | 23     | 2      |
| Montpellier (host.) | Celkem  | Celkem  | 32     | 2    | 2             | 1             | 3            | 0            | 0               | 0               | 0       | 0       | 37     | 3      |
| Lille               | 2018/19 | Ligue 1 | 38     | 3    | 2             | 0             | 1            | 0            | —               | —               | —       | —       | 41     | 3      |
| Lille               | 2019/20 | Ligue 1 | 28     | 3    | 2             | 0             | 2            | 0            | 4               | 1               | —       | —       | 36     | 4      |
| Lille               | 2020/21 | Ligue 1 | 13     | 2    | 0             | 0             | —            | —            | 5               | 2               | —       | —       | 18     | 4      |
| Lille               | Celkem  | Celkem  | 79     | 8    | 4             | 0             | 3            | 0            | 9               | 3               | 0       | 0       | 95     | 11     |
| Celkem              | Celkem  | Celkem  | 115    | 10   | 6             | 1             | 8            | 0            | 10              | 3               | 0       | 0       | 139    | 14     |

### Reprezentační
K 5. září 2020
| Francie | Francie | Francie |
| Rok     | Zápasy  | Góly    |
| ------- | ------- | ------- |
| 2019    | 4       | 1       |
| Celkem  | 4       | 1       |

#### Reprezentační góly
K zápasu odehranému 5. září 2020. Skóre a výsledky Francie jsou vždy zapisovány jako první
| Gól | Datum        | Místo                                 | Soupeř  | Výsledek | Skóre | Soutěž                   |
| --- | ------------ | ------------------------------------- | ------- | -------- | ----- | ------------------------ |
| 1.  | 7. září 2019 | Stade de France, Saint-Denis, Francie | Albánie | 4:0      | 4:1   | Kvalifikace na Euro 2020 |